# برندن اسمیت
برندن اسمیت (انگلیسی: Brendon Smith؛ زادهٔ ۴ ژوئیهٔ ۲۰۰۰) شناگر اهل استرالیا است.
وی در مسابقات کشوری و بین‌المللی در مجموع برندهٔ ۱ مدال نقره، ۳ مدال برنز شده‌است.